# 楊選堂
楊選堂（1921年9月26日—2011年8月2日），筆名楊子，祖籍廣東省梅縣，出生於印尼，臺灣新聞工作者、經濟學者、作家。

## 生平
1921年，楊選堂出生於印尼，畢業於上海暨南大學工商管理學系。1947年遷臺，定居後曾擔任臺灣省政府編譯室主任，也曾任教於台大經濟系。《聯合報》於1967年創立的《經濟日報》，楊選堂為參與籌備的重要人物之一。1970年，楊任聯合報總主筆，1975年任《中國論壇》社長兼發行人，1987年擔任聯合晚報創刊的發行人兼總主筆。1990年，改任聯合報社長，並持續兼任聯合報、經濟日報、聯合晚報三報總主筆。1993年，楊轉任經濟日報副董事長至退休。
2011年8月2日，楊選堂因肺炎引發敗血症，家人送往醫院急救不治病逝，享壽89歲。

## 成就
楊選堂專長經濟，兼長文學，以筆名楊子於聯合報副刊開設「楊子專欄」、「楊子漫談經濟」、「楊子論衡」等專欄，頗受歡迎，並於1980年以「從經濟的角度看當前的國是」獲金鼎獎之新聞評論獎。

## 著作
楊選堂所著的小說有《慾神》《魔象》《變色的太陽》《浸酒的花朵》，其中《變色的太陽》於1976年被改編成電影，由謝賢導演，甄珍、謝賢、秦漢、陳麗麗等演員領銜主演；楊還著有散文包括《精神的裸體》《回首擁抱那人》《被寵愛的感覺》《男人的誕生》《春孕》《水柳的誘惑》《感情的花季》《晝夜記》《香囊》《相親》《雜花生樹》《驚喜》《描夢記》《心念的飛翔》；經濟論文集包括《經濟理論活用》《經濟理論的落實》《經濟小品》。

### 註腳
1. ↑  文訊雜誌社. . 國家文化記憶庫.
2. ↑  宋雅姿. . 文訊. 2004-02, (220).
3. ↑  林蔭庭. . 遠見雜誌. 1991-09-15  [2024-09-28]. （原始内容存档于2020-09-26） （中文（臺灣））.
4. ↑  李瑞騰 (编).  (PDF) 初版. 國立臺灣文學館. 2012-11-20: 175–176  [2023-02-05]. ISBN 9789860344219. （原始内容存档 (PDF)于2023-02-05）.
5. ↑  林麗如.  (PDF). 文訊. 1995-05: 95-99.